# Сиљиоли (Империја)
Сиљиоли је насеље у Италији у округу Империја, региону Лигурија.
Према процени из 2011. у насељу је живело 23 становника. Насеље се налази на надморској висини од 465 м.